# Brutal Assault
Brutal Assault es un festival de heavy metal extremo al aire libre que tiene lugar en un fortaleza del ejército del siglo XVIII (Fortaleza de Josefov) en Jaroměř, República Checa. Tiene lugar cada agosto, tradicionalmente en un jueves, viernes y sábado, a principios del mes (Segundo sábado como referencia). El festival estuvo empezado en 1996, originalmente presentando grupos de grindcore. Por muchos años, fue un espectáculo pequeño con bandas principalmente eslovacas y checas en el cartel. La ubicación cambió varias tiempo y el festival llegó a ser un acontecimiento importante en 2006, cuando más de 7,000 personas asistieron al acontecimiento de aquel año en Svojšice. Después de moverse a Josefov, la audiencia creció más allá de los 15,000 asistentes en 2012. Brutal Assault actualmente opera un sistema de dos escenarios. El lema del festival es: "En contra violencia e intolerancia".